# Sträv filtlav
Sträv filtlav (Peltigera scabrosa) är en lavart som beskrevs av Thore M. Fries. 
Sträv filtlav ingår i släktet Peltigera och familjen Peltigeraceae.  Arten är reproducerande i Sverige. Inga underarter finns listade i Catalogue of Life.